# Combretum farinosum
Combretum farinosum är en tvåhjärtbladig växtart som beskrevs av Carl Sigismund Kunth. Combretum farinosum ingår i släktet Combretum och familjen Combretaceae. Inga underarter finns listade i Catalogue of Life.